# ババカル・グェイェ
ババカル・グェイェ（Babacar Gueye, 1986年3月2日 - ）は、セネガルの首都・ダカール出身の元サッカー選手。現役時代のポジションはフォワード。

## 代表歴
セネガル代表としてアフリカネイションズカップ2008に出場。